# Péter Gulácsi
Péter Gulácsi (Budapeste, 6 de maio de 1990), é um futebolista húngaro que atua como goleiro. Atualmente joga pelo RB Leipzig.

## Liverpool
Liverpool assinou com Gulácsi de MTK em um ano de empréstimo em 2007, para que o jogador competisse, ainda que na equipe reserva. Liverpool tinha uma opção de comprá-lo no final deste acordo de empréstimo, que exerceu no último dia da janela de transferências, 1 de Setembro de 2008.
"Estou muito orgulhoso de ter assinado pelo Liverpool. É um sonho para mim estar trabalhando em um clube tão grande, com instrutores especializados e ao lado de um dos melhores goleiros do mundo, como Pepe Reina. Depois de passar um ano de empréstimo eu ainda não tinha hesitado em aceitar a assinar um contrato permanente. Para mim, ter assinado para o Liverpool é um sentimento inacreditável ".
Em 29 de julho e 5 de agosto de 2010, ele foi o goleiro substituto em ambos do Liverpool UEFA Europa League laços contra Rabotnički, com Liverpool vencendo por 2-0 em ambas as ocasiões. Ele também encontrou-se no banco em 26 de Agosto no empate do Liverpool pela Liga Europa contra o Trabzonspor. Ele teve uma presença freqüente no banco de reservas em janeiro de 2011, com Brad Jones longe na Copa AFC. Com Jones ainda longe na Copa do AFC, Gulácsi foi o goleiro substituto na vitória por 1-0 sobre o Chelsea em Stamford Bridge, válida pela English Barclays Premier League. Gulácsi manteve seu lugar como back-up para Pepe Reina depois de Brad Jones retornou do serviço internacional, assim que o goleiro Australiano foi para o Derby County em uma transferência de empréstimo em março de 2011.
Na janela de transferências de janeiro de 2009, ele foi emprestado ao Hereford United, onde fez sua estréia no campeonato. Ele passou a fazer 18 jogos no campeonato para o clube.
Em 16 de abril de 2010, Gulácsi juntou-se ao Tranmere Rovers em um acordo de empréstimo de emergência por sete dias e fez sua estréia pelo clube em 17 de Abril contra o Exeter City, em uma vitória por 3-1 para Tranmere. Seu empréstimo foi posteriormente prorrogado para um adicional de sete dias e em uma terceira semana.
Ele voltou ao Rovers em um empréstimo de emergência de um mês a 17 de Setembro de 2010, após dois goleiros experientes do Tranmere (Gunnar Nielsen e Miotto Simon) não poderem jogar por conta de lesões. Seu período de empréstimo foi prorrogado em um segundo mês até 24 de novembro de 2010.

## Seleção
Ele fez parte do elenco da Seleção Húngara de Futebol da Eurocopa de 2016.

## Títulos
Red Bull Leipzig
- Bfb Pokal (1):2018

Red Bull Salzurg
- Campeonato Austríaco de Futebol (2):2012-2014, 2014–15
- Copa da Áustria de Futebol: 2013-2014

Hungria Sub-20
- Copa do Mundo Sub-20 de 2009: Terceiro Lugar

### Prêmios individuais
- Time da temporada da Bundesliga (Kicker): 2018–19,[3] 2024–25[4]